# Pavel Hapal
Pavel Hapal, né le 27 juillet 1969 à Kroměříž (Tchécoslovaquie), est un footballeur tchèque, qui evoluait au poste de milieu de terrain et en équipe de Tchécoslovaquie reconverti entraîneur.
Hapal a marqué un but lors de ses trente-et-une sélections  avec l'équipe de Tchécoslovaquie et l'équipe de Tchéquie entre 1991 et 1996.

## Biographie

### Carrière
À la suite de la démission de Jan Kozak, Pavel Hapal est nommé sélectionneur de la Slovaquie le 22 octobre 2018.

## Palmarès

### En tant que joueur
- 31 sélections et 1 but avec l'équipe de Tchécoslovaquie et l'équipe de République tchèque entre 1991 et 1996.

 Bayer Leverkusen (2)
- Vainqueur de la Coupe d'Allemagne de football en 1993.
- Vainqueur de la Coupe en salle d'Allemagne de football en 1994.
- Finaliste de la Supercoupe d'Allemagne en 1993

### En tant qu'entraîneur
MŠK Žilina (2)
- Champion de Slovaquie en 2010
- Vainqueur de la Supercoupe de Slovaquie en 2010
- Finaliste de la Coupe de Slovaquie en 2011